# Nyer
Nyer er en by og kommune i departementet Pyrénées-Orientales i Sydfrankrig.

## Geografi
Nyer ligger 64 km vest for Perpignan. Nærmeste by er mod nord Olette (4 km).

## Demografi

### Udvikling i folketal
| 1962                                                              | 1968 | 1975 | 1982 | 1990 | 1999 | 2007 | 2015 | 2007 |
| ----------------------------------------------------------------- | ---- | ---- | ---- | ---- | ---- | ---- | ---- | ---- |
| 111                                                               | 137  | 112  | 140  | 132  | 108  | 178  | 152  | 148  |
| Tal fra og med 1962 er uden dobbelttælling (sans doubles comptes) |      |      |      |      |      |      |      |      |